# 拉策堡湖

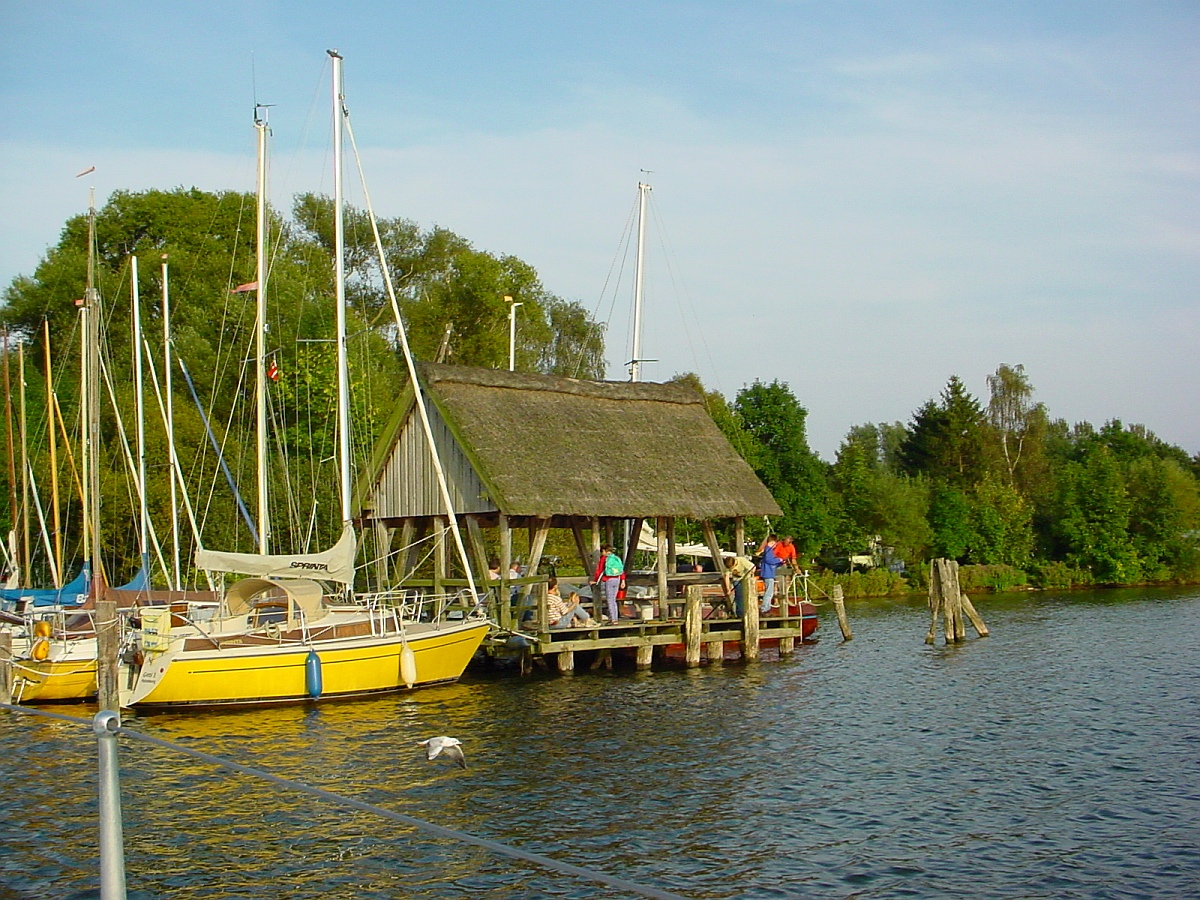

53°44′4″N 10°45′22″E / 53.73444°N 10.75611°E
拉策堡湖（德語：Ratzeburger See），是德國的湖泊，位於該國北部石勒蘇益格-荷爾斯泰因州，面積12.6平方公里，海拔高度3.4米，平均水深11.5米，最大水深24.4米，水體容量0.15立方公里。